# Hemitaurichthys thompsoni
Hemitaurichthys thompsoni е вид бодлоперка от семейство Chaetodontidae. Видът не е застрашен от изчезване.

## Разпространение и местообитание
Разпространен е в Американска Самоа, Кирибати (Лайн и Феникс), Малки далечни острови на САЩ (Атол Джонстън и Уейк), Маршалови острови, Острови Кук, Самоа, САЩ (Хавайски острови), Северни Мариански острови, Токелау и Френска Полинезия (Туамоту).
Обитава морета, лагуни и рифове. Среща се на дълбочина от 3 до 29 m, при температура на водата от 25,3 до 29 °C и соленост 34,5 – 35,3 ‰.

## Описание
На дължина достигат до 18 cm.
Популацията на вида е стабилна.